# 오! 마이 보스!
《오! 마이 보스!》(The Boss Of It All)는 여러 국가에서 제작된 라스 폰 트리에 감독의 2006년 코미디 영화이다. 젠스 알비누스 등이 주연으로 출연하였고 비베케 윈델로브 등이 제작에 참여하였다.

## 출연

### 주연
- 젠스 알비누스
- 쟝 마르 바

### 조연
- 베네딕트 에르들링손
- 프리드릭 토르 프리드릭슨
- 피터 간츨러
- 소피에 고불
- 이븐 야일리
- 앤더스 호브
- 미아 리네
- 헨릭 프립